# یوهان فریدریش روئه
یوهان فریدریش روئه (به آلمانی: Johann Friedrich Ruhe)‏ (۲۸ سپتامبر ۱۶۹۹–۱۷۷۶) آهنگساز آلمانی بود.
سونات‌هایی از او برای ویولا دا گامبا، ویولنسل، و هارپسیکورد ضبط شده‌است.